# Andreas Braß
Andreas Braß, auch Andreas Brass (* 21. Februar 1894 in Schwaberwegen; † nach 1942) war ein deutscher Manager und Funktionär.

## Leben
Braß war ab 1913 Volontär bei der Bayerischen Versicherungsbank. Ab 1915 leistete er Kriegsdienst im Ersten Weltkrieg. Nach einer Verwundung kehrte er 1917 zurück. Er wurde Außendienstmitarbeiter der Bayerischen Versicherungsbank und war seit 1928 Ober-Inspektor und ab 1931 Bezirksdirektor derselben.
Nach der Machtergreifung der Nationalsozialisten wurde er im Mai 1933 Beauftragter der Deutschen Arbeitsfront für die bayerischen Verbrauchergenossenschaften. Im Herbst 1933 wurde er Direktor und 1936 Generaldirektor der Deutschen Lebensversicherung Gemeinnützige AG.

## Politik
Nach der Novemberrevolution war er in einer rechtsextremen „Einwohnerwehr“ aktiv. Im November 1923 nahm er am Hitlerputsch teil. Braß war seit 1923 NSDAP-Mitglied und trat zum 1. Juli 1925 erneut der neu gegründeten Partei bei (Mitgliedsnummer 10.675). Er war 1925/26 und erneut ab 1930 ehrenamtlicher Ortsgruppenleiter der NSDAP in Kirchseeon. Von 1932 bis 1934 war er Kreisleiter der NSDAP im Kreis Ebersberg. 1935 bis 1937 war er Leiter der NSDAP in Fehrbellin. Ab Mai 1937 war er Kreisleiter z. b. V.
Er war seit 1937 Standartenführer, später Oberführer im NSKK.
Zudem war der Beauftragte des Reichssachwalters der Deutschen Arbeitsfront für die Versicherungsgesellschaften, Hauptstellenleiter in der Reichsleitung der NSDAP und Träger des Goldenen Parteiabzeichens, ab dem 21. Januar 1937 Leiter der Wirtschaftsgruppe „Privatversicherung“ und bis 1939 Vorsitzender des Reichsverbandes der Privatversicherung.
Zudem wurde er 1937 auf die Dauer von zwei Jahren zum Leiter der Wirtschaftsgruppe Privatversicherung bestellt, da Christian Oertel zurücktreten musste.
Mitte 1939 überwarf er sich mit Robert Ley und wurde entlassen. Er war zunächst zwei Jahre arbeitslos und übernahm 1941 kommissarisch die Leitung einer Lebensmittelgroßhandlung in Posen. Am 17. September 1942 wurde er aus der NSDAP ausgeschlossen und erneut arbeitslos. Aus dem NSKK wurde er am 12. Februar 1943 ausgeschlossen.

## Veröffentlichungen
- Gegenwartsfragen der deutschen Versicherungswirtschaft, Stuttgart 1938.
- Versicherung in der Wirtschaft – 2 Vorträge, in: Neumanns Zeitschrift für Versicherungswesen, Berlin 1937.
- Sinn und Wesen der Lebensversicherung – Vortrag im Rahmen der Veranstaltungen der Deutschen Angestelltenschaft, Fachgruppe Versicherungen, in: Neumanns Zeitschrift für Versicherungswesen, Berlin 1935.